# TeleTV
TeleTV foi um grupo empresarial brasileiro paulista, pertencente ao empresário Amilcare Dallevo Jr.. Prestava serviços de telemarketing e produção para programas de televisão interativos via telefone, como o Interligado, exibido na RedeTV!.

## História
A TeleTV foi fundada em 1980, sendo responsável pelos sistemas de telefonia em programas interativos como Você Decide e Fantástico, ambos da Rede Globo.
O grupo cresceu nos anos 1990 com a popularização dos sorteios pela TV por meio do prefixo 0900, a qual operava o Tele900, que foram exaustivamente usados pela maioria das emissoras, incluindo a Rede Manchete, até sua proibição em 1998.
Em 1999, o grupo comprou a extinta Rede Manchete, no que resultou na criação da RedeTV!. Seu atual proprietário é Amilcare Dallevo Jr.
Em 2011, o conglomerado empresarial encerrou suas atividades nesse ramo, se concentrando apenas na administração da RedeTV!, que pertence a Amilcare Dallevo Jr.
Atualmente, Amilcare se dedica a sua nova empresa, a SPCom, que abriu para suprir as mesmas atividades anteriormente realizadas pela TeleTV até sua fusão.